# Dikembe Mutombo
Dikembe Mutombo Mpolondo Mukamba Jean-Jacques Wamutombo, noto semplicemente come Dikembe Mutombo (Kinshasa, 25 giugno 1966 – Atlanta, 30 settembre 2024), è stato un cestista della Repubblica Democratica del Congo con cittadinanza statunitense, professionista nella NBA. Fuori dal campo Mutombo è diventato noto per le sue azioni di beneficenza, che gli sono valse due J. Walter Kennedy Citizenship Award nel 2001 e nel 2009.
È membro del Naismith Memorial Basketball Hall of Fame dal 2015.

## Biografia
Mutombo è nato il 25 giugno 1966 a Kinshasa, nello Zaire (ora Repubblica Democratica del Congo), settimo di dieci fratelli. Mutombo parla inglese, francese, spagnolo, portoghese e cinque lingue dell'Africa centrale, tra cui lingala e tshiluba. Da subito dedito allo sport, ha praticato arti marziali e calcio. All'età di 16 anni, Mutombo ha deciso di lavorare anche alla sua carriera nel basket incoraggiato da suo padre vista la sua altezza. Dopo aver frequentato il liceo nella sua città natale, nel 1987, all'età di 21 anni, si trasferisce negli Stati Uniti per iscriversi al college.
Il 15 ottobre 2022, tramite un comunicato ufficiale, la NBA ha reso noto che Mutombo ha cominciato le cure per un tumore al cervello. Sarà proprio questo a portarlo alla morte il 30 settembre 2024.

## Caratteristiche tecniche
Alto 2,18 metri per 120 kg, veniva soprannominato Monte Mutombo (in inglese Mt. Mutombo). Giocatore prettamente difensivo, viene considerato tra i migliori di tutti i tempi in questo campo. A testimoniarlo sono i quattro NBA Defensive Player of the Year Award vinti, traguardo eguagliato solo da Ben Wallace e Rudy Gobert. Punti fondamentali nel gioco di Mutombo erano i rimbalzi e le stoppate. È stato leader della lega in stoppate per tre stagioni consecutive (1993-94, 1994-95, 1995-96) e in rimbalzi per due (1999-00, 2000-01). Ad oggi è secondo per stoppate nella storia dell'NBA (3.289), dietro solo a Hakeem Olajuwon.
Mutombo è diventato noto per schernire i suoi avversari dopo una stoppata muovendo il dito indice (finger-wagging), spesso seguito dalla frase "Not in my house!", motto nato da uno spot per Adidas. Negli anni a seguire, gli arbitri avrebbero considerato il gesto un comportamento antisportivo e quindi da punire con un fallo tecnico. Per evitare di essere sanzionato, Mutombo iniziò quindi ad agitare il dito verso la folla o le telecamere dopo la stoppata, comportamento che non è considerato contro le regole.

## Carriera

### Georgetown
Mutombo ha frequentato l'Università di Georgetown, che gli aveva offerto una borsa di studio. Inizialmente intendeva diventare un medico, ma l'allenatore di basket degli Hoyas John Thompson lo reclutò per giocare. In squadra Mutombo troverà un altro futuro Hall of Famer, Alonzo Mourning, con cui formerà una coppia di lunghi insuperabile. Mutombo è stato nominato due volte giocatore difensivo dell'anno della Big East Conference, nel 1990 (condiviso con Mourning) e nel 1991.

### I primi anni a Denver
Viene scelto al draft del 1991 come quarta scelta assoluta dai Denver Nuggets.
A Denver Mutombo ha iniziato ad affermarsi come uno dei migliori giocatori difensivi del campionato, ottenendo regolarmente un gran numero di rimbalzi e stoppate. Nella stagione 1993-94 i Nuggets concludono con un record di 42-40, qualificandosi ai playoff. Al primo turno, nonostante fossero l'8° testa di serie, riescono nell'impresa di eliminare la 1° testa di serie di quell'anno, i Seattle SuperSonics, cosa che non era mai accaduta prima. Con ben 31 stoppate in 5 partite, Mutombo detiene il record di tiri stoppati in una serie di playoff da 5 gare. È diventato memorabile il momento in cui, alla fine di gara-5, vinta dai Nuggets, Mutombo, dopo aver catturato il rimbalzo della vittoria, si è accasciato a terra, tenendo la palla sopra la testa e mettendosi a piangere dalla gioia.
Tra le stagioni 1993-1994 e 1995-1996 Mutombo mantiene una media superiore alle 4 stoppate a partita, risultando il miglior stoppatore della lega per 3 volte di fila. Nel 1995 viene inoltre nominato miglior difensore della stagione.
La sua maglia numero 55 è stata ritirata dai Nuggets il 29 ottobre 2016.

### Gli anni di Atlanta
Nell'estate del 1996 però Mutombo diventa free agent, poiché i Nuggets offrono un contratto non adatto allo status di una superstar quale è Mutombo. Il centro africano si accasa agli Atlanta Hawks, squadra formata da un gruppo promettente (Christian Laettner, Steve Smith e Mookie Blaylock) ed allenato da Lenny Wilkens. Mutombo va a dare il contributo difensivo che mancava per fare il salto di qualità. Insieme a questo gruppo, porta Atlanta a due stagioni consecutive da più di 50 vittorie (1996-97, 1997-98), al termine delle quali viene eletto nuovamente difensore dell'anno. Negli ultimi anni agli Hawks non arrivano più neanche alla qualificazione ai play-off, il che fa sì che Mutombo chieda il trasferimento.
La sua maglia numero 55 è stata ritirata dagli Hawks il 24 novembre 2015.

### L'approdo ai 76ers e la prima finale
All'All Star Game del 2001, Mutombo gioca una partita eccezionale da 22 rimbalzi e 3 stoppate e, insieme all'MVP di quella partita, Allen Iverson, trionfa sull'altra squadra. Larry Brown, all'epoca allenatore dei 76ers, che aveva allenato la squadra di Mutombo all'All-Star Game, chiede alla sua dirigenza di portare il centro a Filadelfia, appoggiato nella decisione dallo stesso Iverson. Pochi giorni dopo, alla scadenza del mercato, si concretizza così lo scambio che porta Mutombo alla corte di coach Brown, mandando Theo Ratliff, Toni Kukoč e Nazr Mohammed ad Atlanta. In quello scorcio di regular season che lo vede impegnato a Filadelfia, Mutombo si trova a suo agio, grazie al supporto non indifferente di Iverson. I 76ers concludono con 56 vittorie e il primo posto a est e Mutombo conquista il suo quarto premio come Defensive Player of the Year. Ai playoff, dopo aver impiegato 7 partite sia per battere i Toronto Raptors che per battere i Milwaukee Bucks, arriveranno in finale, contro i Los Angeles Lakers campioni in carica. In finale Mutombo deve vedersela forse con la miglior versione di Shaquille O'Neal. L'africano combatte con volontà, ma non può niente contro lo strapotere del centro dei Los Angeles Lakers che si portano a casa la finale per 4-1.

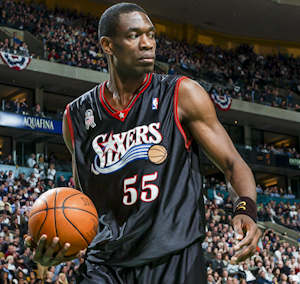
Mutombo con la maglia dei Philadelphia 76ers

### New Jersey Nets e la seconda finale
Dopo un anno interlocutorio a Philadelphia, nell'estate 2002 Mutombo viene girato ai New Jersey Nets che, reduci da una finale contro i Lakers, vogliono qualcuno che possa quantomeno arginare O'Neal. Viene così mandato nel New Jersey in cambio di Keith Van Horn e Todd MacCulloch. Con i Nets, Mutombo torna in finale, ma questa volta contro i San Antonio Spurs che hanno in Tim Duncan un lungo troppo dinamico per Mutombo. L'africano gioca alcune buone partite, confrontandosi con un altro veterano come David Robinson, ma i Nets perdono 4-2.

### Gli ultimi anni
Nell'estate 2003 firma da free agent con i New York Knicks, dove gioca senza lasciare troppo il segno. L'anno dopo va agli Houston Rockets, dove fa da tutore e maestro dell'astro nascente cinese Yao Ming. Nel 2006-07, grazie all'infortunio della stella cinese, Mutombo parte titolare in 33 partite su 82, facendo registrare cifre record per un quarantenne nei rimbalzi e nelle stoppate; ma quello che sembrava l'anno buono per i Rockets si trasforma in una disfatta nel primo turno dei play-off, da cui escono sconfitti contro gli Utah Jazz.

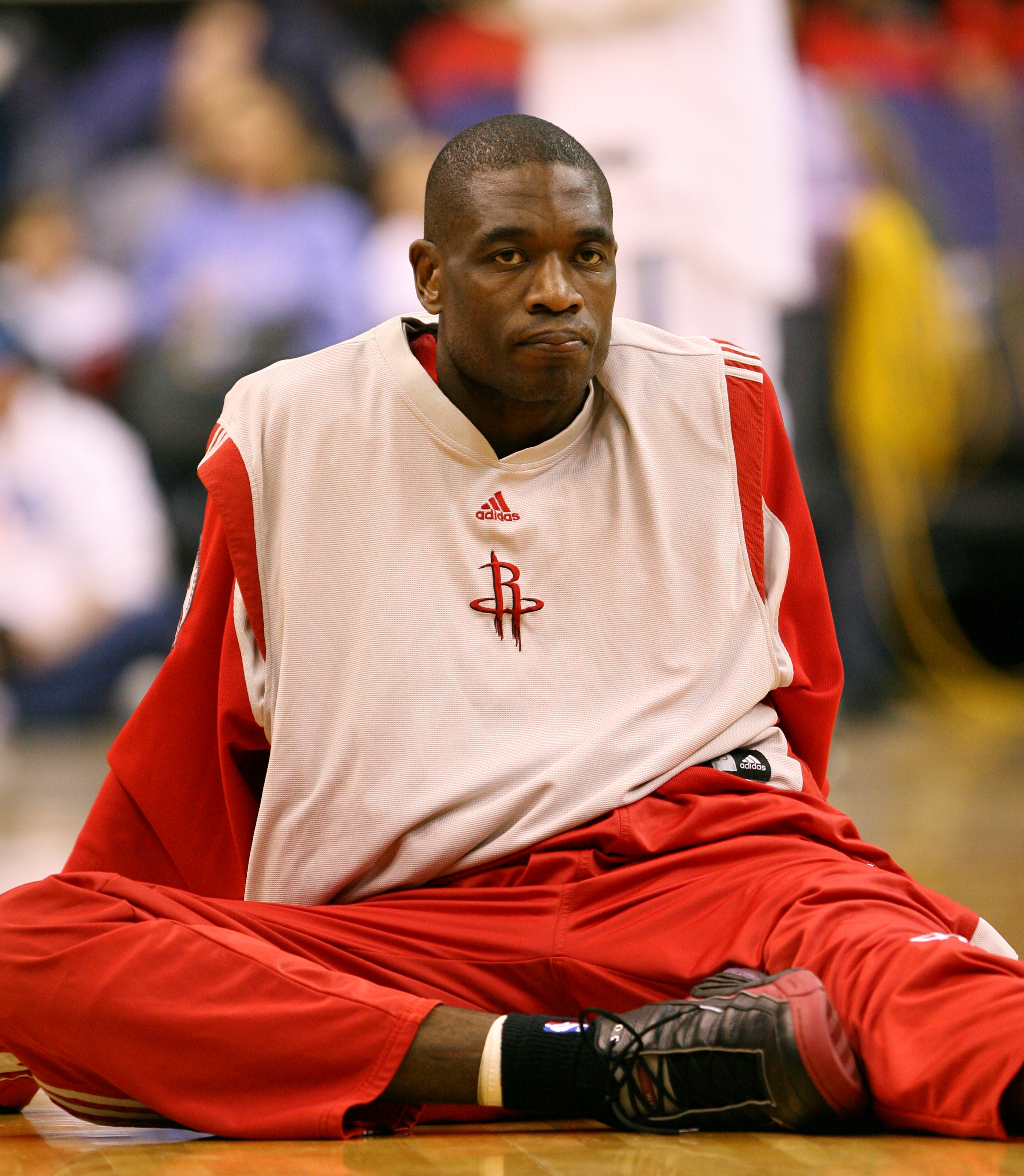
Mutombo agli Houston Rockets

Mutombo pensa seriamente al ritiro, ma viene reingaggiato al minimo salariale, sempre da Houston, per il suo 17º anno di NBA, dove per la prima parte di stagione scende poche volte in campo; l'ennesimo infortunio del titolare Yao Ming fa risalire in cattedra il "vecchio leone d'Africa". Con l'assenza del cinese i Rockets perdono nuovamente contro gli Utah Jazz nel primo turno di play-off: nonostante ciò, tenendo anche conto delle quasi 42 primavere, Mutombo mette a referto delle buone cifre nelle partite in cui parte in quintetto (25 gare, 5 punti, 7 rimbalzi e più di una stoppata di media a partita).
Nel maggio 2008 dichiara di voler giocare ancora una stagione per il suo 18º anno tra i professionisti. Nel frattempo, voci di mercato lo accostano ai Boston Celtics, dove avrebbe potuto ricoprire il ruolo di cambio d'esperienza dei lunghi e avrebbe avuto la possibilità di vincere magari un titolo: queste voci vengono tuttavia smentite il 30 dicembre 2008 con l'ingaggio ufficiale da parte degli Houston Rockets. Con i texani conquista nuovamente la qualificazione ai play-off, disputando la serie del primo turno contro i Portland Trail Blazers: il 21 aprile 2009, durante il primo quarto di gara-2, il centro africano riporta un infortunio al ginocchio a seguito di uno scontro di gioco con Greg Oden. Poche ore più tardi Mutombo annuncia il ritiro dall'attività agonistica e la conclusione della sua lunga carriera, complice l'infortunio subito, anche se la decisione era nell'aria già da tempo. Qualche giorno dopo riceve il suo secondo J. Walter Kennedy Citizenship Award.

## Filantropia

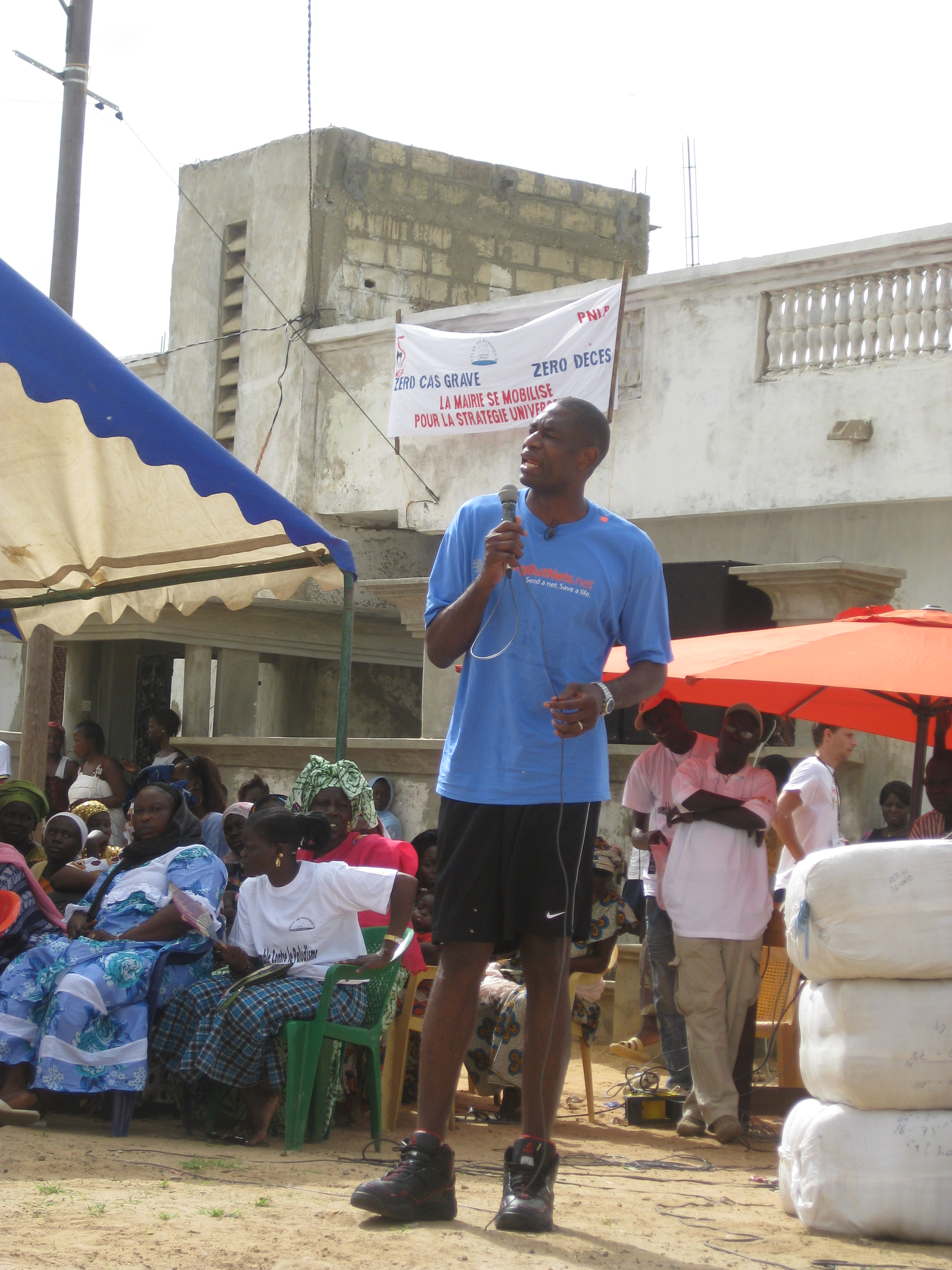
Mutombo che parla alla popolazione senegalese

### Dikembe Mutombo Foundation
Nel 1997 Mutombo ha fondato la Dikembe Mutombo Foundation per migliorare le condizioni di vita della Repubblica Democratica del Congo.
Nel 1997, la Mutombo Foundation iniziò i piani per aprire un ospedale da 29 milioni di dollari e 300 posti letto nella periferia della sua città natale, Kinshasa. L'ospedale, aperto nel 2007, è stato chiamato Biamba Marie Mutombo Hospital, in onore della sua defunta madre, morta a causa di un ictus nel 1997.
Nel 2020, la Mutombo Foundation ha iniziato la costruzione della Samuel Mutombo Institute of Science & Entrepreneurship, scuola che ricoprirà gli anni scolastici dalla materna alla fine dell'high school situata fuori dalla città di Mbuji-Mayi nella Repubblica Democratica del Congo. L'istituto prende il nome da suo padre, morto nel 2003, e sarà inaugurato nel 2021.

### Riconoscimenti
I suoi sforzi gli sono valsi il J. Walter Kennedy Citizenship Award della NBA nel 2001 e nel 2009. Per le sue azioni, nel 2000, è stato eletto come uno dei 20 vincitori dei President's Service Awards, la più alta onorificenza degli Stati Uniti d'America per il volontariato. Nel 2007, Mutombo è stato invitato al discorso sullo stato dell'Unione del presidente George W. Bush, che nel suo discorso l'ha definito "figlio del Congo". Il 13 aprile 2011, la Johns Hopkins Bloomberg School of Public Health ha conferito a Mutombo il Goodermote Humanitarian Award per "i suoi sforzi per ridurre la poliomielite a livello globale e per il suo lavoro nel migliorare la salute delle popolazioni trascurate e svantaggiate nella Repubblica Democratica del Congo". Negli anni, per il suo lavoro umanitario in Africa, Mutombo ha ricevuto numerose lauree honoris causa da college del calibro di Haverford College, State University of New York College e Georgetown University.

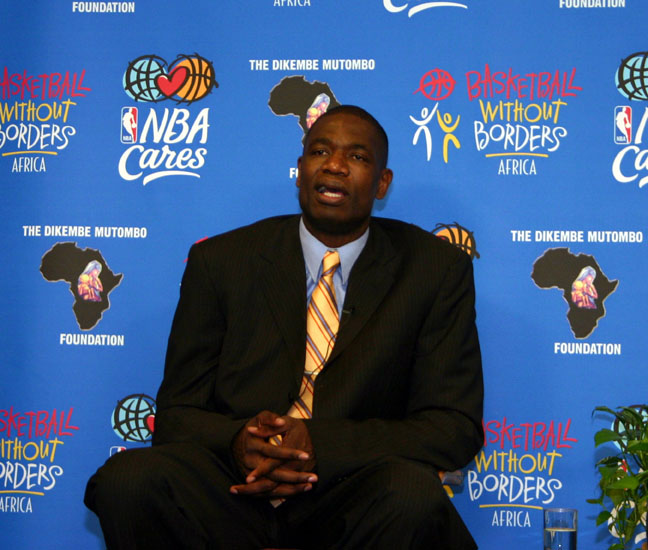
Mutombo per Basketball Without Borders

### Altri impegni
Nel 2009 diventa il primo ambasciatore globale della NBA, nominato dall'allora Commissario David Stern.
Ha partecipato al programma NBA Basketball Without Borders, nel quale, insieme ad altri giocatori, ha girato l'Africa per spargere la conoscenza sul basket e migliorare le infrastrutture.
Nel 2011, Mutombo e Sam Perkins, come inviati sportivi di SportsUnited si sono recati in Sudan del Sud, dove hanno condotto una serie di corsi sulla pallacanestro con 50 giovani e 36 allenatori. Ciò ha contribuito alla missione del Dipartimento di Stato degli Stati Uniti d'America di rimuovere le barriere e creare un mondo in cui le persone con disabilità godano di una piena inclusione nella società.
Mutombo è stato sostenitore di lunga data dell'organizzazione di volontariato Special Olympics. Nel 2012 ne è diventato ambasciatore globale e nel 2013 membro del consiglio di amministrazione.

## Statistiche
| * | Primo nella lega |

### NCAA
| Anno      | Squadra          | PG | PT | MP   | TC%  | 3P% | TL%  | RP   | AP  | PRP | SP  | PP   |
| --------- | ---------------- | -- | -- | ---- | ---- | --- | ---- | ---- | --- | --- | --- | ---- |
| 1988-1989 | Georgetown Hoyas | 33 | -  | 11,3 | 70,7 | -   | 47,9 | 3,3  | 0,2 | 0,3 | 2,7 | 3,9  |
| 1989-1990 | Georgetown Hoyas | 31 | -  | 25,7 | 70,9 | -   | 59,8 | 10,5 | 0,6 | 0,4 | 4,1 | 10,7 |
| 1990-1991 | Georgetown Hoyas | 32 | -  | 34,1 | 58,6 | -   | 70,3 | 12,2 | 1,6 | 0,6 | 4,7 | 15,2 |
| Carriera  | Carriera         | 96 | -  | 23,6 | 64,4 | -   | 64,1 | 8,6  | 0,8 | 0,4 | 3,7 | 9,9  |

### NBA

#### Regular season
| Anno      | Squadra            | PG   | PT  | MP   | TC%  | 3P% | TL%  | RP    | AP  | PRP | SP   | PP   |
| --------- | ------------------ | ---- | --- | ---- | ---- | --- | ---- | ----- | --- | --- | ---- | ---- |
| 1991-1992 | Denver Nuggets     | 71   | 71  | 38,3 | 49,3 | -   | 64,2 | 12,3  | 2,2 | 0,6 | 3,0  | 16,6 |
| 1992-1993 | Denver Nuggets     | 82   | 82  | 36,9 | 51,0 | -   | 68,1 | 13,0  | 1,8 | 0,5 | 3,5  | 13,8 |
| 1993-1994 | Denver Nuggets     | 82   | 82  | 34,8 | 56,9 | 0,0 | 58,3 | 11,8  | 1,5 | 0,7 | 4,1* | 12,0 |
| 1994-1995 | Denver Nuggets     | 82   | 82  | 37,8 | 55,6 | -   | 65,4 | 12,5  | 1,4 | 0,5 | 3,9* | 11,5 |
| 1995-1996 | Denver Nuggets     | 74   | 74  | 36,7 | 49,9 | 0,0 | 69,5 | 11,8  | 1,5 | 0,5 | 4,5* | 11,0 |
| 1996-1997 | Atlanta Hawks      | 80   | 80  | 37,2 | 52,7 | -   | 70,5 | 11,6  | 1,4 | 0,6 | 3,3  | 13,3 |
| 1997-1998 | Atlanta Hawks      | 82   | 82  | 35,6 | 53,7 | -   | 67,0 | 11,4  | 1,0 | 0,4 | 3,4  | 13,4 |
| 1998-1999 | Atlanta Hawks      | 50   | 50  | 36,6 | 51,2 | -   | 68,4 | 12,2  | 1,1 | 0,3 | 2,9  | 10,8 |
| 1999-2000 | Atlanta Hawks      | 82   | 82  | 36,4 | 56,2 | -   | 70,8 | 14,1* | 1,3 | 0,3 | 3,3  | 11,5 |
| 2000-2001 | Atlanta Hawks      | 49   | 49  | 35,0 | 47,7 | -   | 69,5 | 14,1* | 1,1 | 0,4 | 2,8  | 9,1  |
| 2000-2001 | Philadelphia 76ers | 26   | 26  | 33,7 | 49,5 | -   | 75,9 | 12,4* | 0,8 | 0,3 | 2,5  | 11,7 |
| 2001-2002 | Philadelphia 76ers | 80   | 80  | 36,3 | 50,1 | -   | 76,4 | 10,8  | 1,0 | 0,4 | 2,4  | 11,5 |
| 2002-2003 | N.J. Nets          | 24   | 16  | 21,4 | 37,4 | -   | 72,7 | 6,4   | 0,8 | 0,2 | 1,5  | 5,8  |
| 2003-2004 | N.Y. Knicks        | 65   | 56  | 23,0 | 47,8 | -   | 68,1 | 6,7   | 0,4 | 0,3 | 1,9  | 5,6  |
| 2004-2005 | Houston Rockets    | 80   | 2   | 15,2 | 49,8 | -   | 74,1 | 5,3   | 0,1 | 0,2 | 1,3  | 4,0  |
| 2005-2006 | Houston Rockets    | 64   | 23  | 14,9 | 52,6 | -   | 75,8 | 4,8   | 0,1 | 0,3 | 0,9  | 2,6  |
| 2006-2007 | Houston Rockets    | 75   | 33  | 17,2 | 55,6 | -   | 69,0 | 6,5   | 0,2 | 0,3 | 1,0  | 3,1  |
| 2007-2008 | Houston Rockets    | 39   | 25  | 15,9 | 53,8 | -   | 71,1 | 5,1   | 0,1 | 0,3 | 1,2  | 3,0  |
| 2008-2009 | Houston Rockets    | 9    | 2   | 10,7 | 38,5 | -   | 66,7 | 3,7   | 0,0 | 0,0 | 1,2  | 1,8  |
| Carriera  | Carriera           | 1196 | 997 | 30,8 | 51,8 | 0,0 | 68,4 | 10,3  | 1,0 | 0,4 | 2,8  | 9,8  |
| All-Star  | All-Star           | 8    | 3   | 17,5 | 59,5 | -   | 75,0 | 9,3   | 0,3 | 0,4 | 1,2  | 6,3  |

#### Play-off
| Anno     | Squadra            | PG  | PT | MP   | TC%   | 3P% | TL%   | RP    | AP  | PRP | SP   | PP   |
| -------- | ------------------ | --- | -- | ---- | ----- | --- | ----- | ----- | --- | --- | ---- | ---- |
| 1994     | Denver Nuggets     | 12  | 12 | 42,6 | 46,3  | -   | 60,2  | 12,0  | 1,8 | 0,7 | 5,8* | 13,3 |
| 1995     | Denver Nuggets     | 3   | 3  | 28,0 | 60,0  | -   | 66,7  | 6,3   | 0,3 | 0,0 | 2,3  | 6,0  |
| 1997     | Atlanta Hawks      | 10  | 10 | 41,5 | 62,8* | -   | 71,9  | 12,3  | 1,3 | 0,1 | 2,6  | 15,4 |
| 1998     | Atlanta Hawks      | 4   | 4  | 34,0 | 45,8  | -   | 62,5  | 12,8  | 0,3 | 0,3 | 2,3  | 8,0  |
| 1999     | Atlanta Hawks      | 9   | 9  | 42,2 | 56,3  | -   | 70,2  | 13,9* | 1,2 | 0,6 | 2,6  | 12,6 |
| 2001     | Philadelphia 76ers | 23  | 23 | 42,7 | 49,0  | 0,0 | 77,7  | 13,7  | 0,7 | 0,7 | 3,1* | 13,9 |
| 2002     | Philadelphia 76ers | 5   | 5  | 34,6 | 45,2  | -   | 61,5  | 10,6  | 0,6 | 0,4 | 1,8  | 8,8  |
| 2003     | N.J. Nets          | 10  | 0  | 11,5 | 46,7  | -   | 100,0 | 2,7   | 0,6 | 0,3 | 0,9  | 1,8  |
| 2004     | N.Y. Knicks        | 3   | 0  | 12,7 | 33,3  | -   | 100,0 | 3,3   | 0,0 | 0,3 | 1,3  | 2,3  |
| 2005     | Houston Rockets    | 7   | 0  | 14,4 | 54,5  | -   | 76,9  | 5,0   | 0,3 | 0,3 | 1,0  | 3,1  |
| 2007     | Houston Rockets    | 7   | 0  | 5,7  | 100,0 | -   | 100,0 | 1,6   | 0,1 | 0,0 | 0,4  | 1,3  |
| 2008     | Houston Rockets    | 6   | 6  | 20,5 | 61,5  | -   | 63,6  | 6,5   | 0,3 | 0,2 | 1,8  | 3,8  |
| 2009     | Houston Rockets    | 2   | 0  | 10,0 | -     | -   | 0,0   | 4,5   | 0,0 | 0,5 | 1,0  | 0,0  |
| Carriera | Carriera           | 101 | 72 | 30,9 | 51,7  | 0,0 | 70,3  | 9,5   | 0,8 | 0,4 | 2,5  | 9,1  |

## Massimi in carriera
- Massimo di punti: 39 vs Minnesota Timberwolves (3 febbraio 1992)[33]
- Massimo di rimbalzi: 31 vs Charlotte Hornets (26 marzo 1996)
- Massimo di assist: 7 vs Los Angeles Lakers (10 gennaio 1992)
- Massimo di palle rubate: 5 vs Los Angeles Clippers (20 aprile 1994)
- Massimo di stoppate: 12 vs Los Angeles Clippers (18 aprile 1993)
- Massimo di minuti giocati: 55 vs Toronto Raptors (26 novembre 1997)

## Palmarès
- Squadra All-Rookie:

First Team: 1992
- Squadre All-NBA: 3

Second Team: 2001
Third Team: 1998, 2002
- Squadre All-Defensive: 6

First Team: 1997, 1998, 2001
Second Team: 1995, 1999, 2002
- Miglior difensore NBA dell'anno: 4 (record condiviso con Ben Wallace)

1995, 1997, 1998, 2001
- NBA All-Star Game: 8

1992, 1995, 1996, 1997, 1998, 2000, 2001, 2002
- Vincitore del IBM Award (1999)
- Vincitore 2 volte del J. Walter Kennedy Citizenship Award (2001, 2009)
- 2 volte Migliore rimbalzista stagionale in NBA: (2000, 2001)
- 3 volte Migliore stoppatore stagionale in NBA: (1994, 1995, 1996)
- 5 volte maggior numero di stoppate totali in stagione NBA (record)
- 4 volte maggior numero di rimbalzi totali in stagione NBA
- 2 volte maggior numero di rimbalzi difensivi in stagione NBA
- 1 volta maggior numero di rimbalzi offensivi in stagione NBA
- Ventesimo miglior rimbalzista di sempre NBA
- Secondo miglior stoppatore di sempre NBA
- Settimo migliore giocatore di sempre per stoppate a partita NBA in regular season (2,75 stoppate a partita)
- Inserito nella Naismith Memorial Basketball Hall of Fame nel 2015

## Filmografia

### Cinema
- Il principe cerca figlio (Coming 2 America), regia di Craig Brewer (2021)